# Birmingham
Pour les articles homonymes, voir Birmingham (homonymie).
Ne doit pas être confondu avec Buckingham.
Birmingham (/biʁmiŋam/ ; en anglais : /bɜːmɪŋəm/, ) est une ville et un district métropolitain des Midlands de l'Ouest au centre de l'Angleterre. Sa population de  1 144 900 habitants (estimation de 2021) la classe deuxième ville du Royaume-Uni après Londres et avant Manchester. Elle  fait partie de la conurbation des Midlands de l'Ouest, laquelle a une population de 4 332 629 habitants (estimation 2018). Depuis 1889, elle a le statut de cité.
Birmingham a été une ville phare au XIXe siècle lors de la révolution industrielle en Angleterre, ce qui lui a valu d'être surnommée « l'atelier du monde » ou la « ville aux mille métiers ». Aujourd'hui, l'importance industrielle de Birmingham a diminué mais la ville a recentré ses activités autour du secteur tertiaire (commerce, services) avec succès. La ville est ainsi souvent désignée sur le plan économique comme la deuxième du Royaume-Uni (après Londres). Birmingham est citée en 2010 comme le troisième des meilleurs endroits au Royaume-Uni pour installer une entreprise. Birmingham est un centre national pour les conférences, la vente de détail et l'événementiel, et se démarque dans la haute technologie, la recherche et le développement, soutenue par ses trois universités. Elle est aussi la quatrième ville touristique du Royaume-Uni.
En 2010, elle est classée pour sa qualité de vie 55e ville dans le monde, selon l'indice Mercer.
Le 5 septembre 2023, la ville annonce ne plus pouvoir honorer ses obligations financières et se déclare en faillite.

## Géographie

### Situation, relief et hydrographie

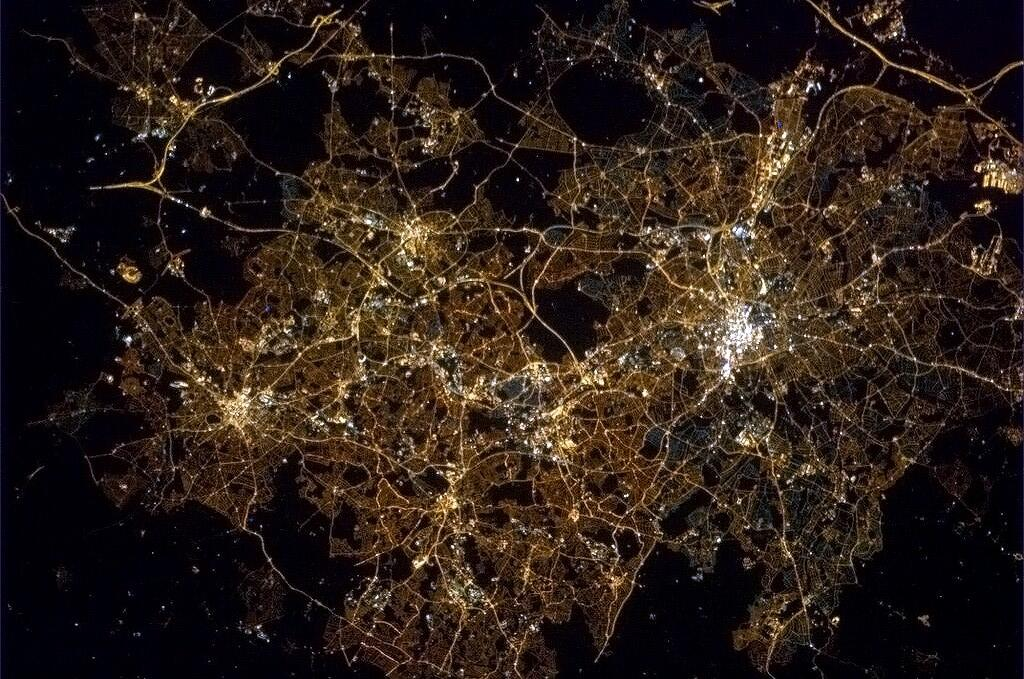
Birmingham et le district métropolitain des Midlands de l'Ouest vus la nuit du sud-ouest depuis la Station spatiale internationale.

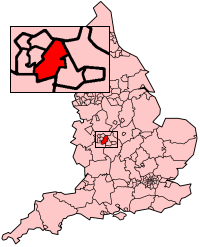
Situation de Birmingham.

Birmingham se trouve dans le Nord de la région des Midlands de l'Ouest en Angleterre, sur le plateau de Birmingham (en), sur un terrain relativement élevé, d'une altitude variant entre 150 et 300 m. Le territoire est traversé par la principale ligne de partage des eaux nord-sud de Grande-Bretagne, entre les bassins versants des fleuves Severn et Trent. Au sud-ouest de la ville se dressent les collines Collines Lickey (en) Collines Clent (en) et Colline Walton (en), lesquelles atteignent 315 mètres et offrent des vues sur la ville. Outre les canaux de Birmingham Canal Navigations (en), Birmingham est arrosé par de petits cours d'eau comme la Rivière Cole (en) et la Rivière Rea (en).
La ville de Birmingham forme, avec Solihull, district métropolitain résidentiel situé au sud-est, ainsi qu'avec la ville de Wolverhampton et les villes industrielles du Black Country au nord-ouest, la conurbation des Midlands de l'Ouest, d'une superficie de 600 km2. La région métropolitaine de Birmingham, ensemble économique plus large permettant les migrations pendulaires, comprend Tamworth, capitale historique de Mercie et la ville cathédrale de Lichfield dans le Staffordshire au nord ; la ville industrielle de Coventry et les villes de Nuneaton, Warwick et de Royal Leamington Spa dans le Warwickshire à l'est, de même que les villes de Redditch et de Bromsgrove dans le Worcestershire au sud-ouest.
Birmingham se trouve sur la faille de Birmingham (Birmingham Fault) qui traverse la ville sur la diagonale entre les collines Lickey au sud-ouest, passant au travers la ville par Edgbaston et le Bull Ring vers Erdington et Sutton Coldfield au nord-est. Au sud et à l'est de la faille, le terrain du groupe vaseux de Mercie (autrefois appelé marne de Keuper) est généralement plus mou, entrecoupé de strates de galets et traversé par les rivières Tame, Rea et Cole ainsi que leurs tributaires. Les ruisseaux couvrent une longueur de 250 km.

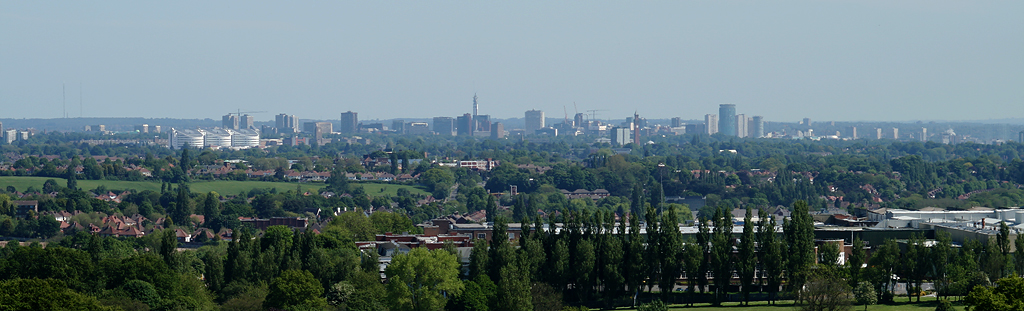
Vue de la ville depuis les collines Lickey Hills, avec l'usine de Longbridge à l'avant-plan.

### Climat et végétation
La ville jouit d'un climat tempéré océanique, à l'instar des iles Britanniques, avec une température maximale moyenne estivale (juillet) de 21,3 °C et hivernale (janvier) de 6,7 °C. Entre 1971 et 2000, la moyenne de température du jour le plus chaud de l'année est de 28,8 °C et celle de la nuit la plus froide typique de −9,0 °C. Quelque 11,2 jours par année, la température est de 25,1 °C ou plus alors que le gel survient au cours de 51,6 nuits en moyenne. Le record absolu de chaleur, enregistré en août 1990, s'élève à 34,9 °C. Comme dans la plupart des grandes villes, Birmingham ressent l'effet d'îlot de chaleur urbain Lors de la nuit la plus froide enregistrée le 14 janvier 1982, la température a atteint −20,8 °C à l'aéroport de Birmingham à l'est de la ville, mais −12,9 °C à Edgbaston, près du centre-ville.
Birmingham reçoit un peu plus de neige comparativement aux autres grandes villes britanniques, en raison de sa situation à l'intérieur et de son altitude un peu plus élevée. Entre 1961 et 1990, l'aéroport de Birmingham enregistre en moyenne 13,0 jours de neige contre 5,3 à Londres-Heathrow Les averses de neige balaient la région souvent par les vents d'ouest de la Plaine du Cheshire (en) mais peuvent également provenir de la mer du Nord des vents nord-ouest.
Les températures extrêmes sont rares mais des tornades surviennent. Lors des tornades secouant le Royaume-Uni en 1981 (en), deux tornades touchent les limites de Birmingham, à Erdington et à Selly Oak (en). La tornade de Birmingham de 2005 (en) frappe les secteurs de la ville, détruisant habitations et commerces.
Une grande partie du terrain occupé par la ville correspond à la lisière nord de l’ancienne forêt d’Arden, dont la présence se fait encore sentir au travers de la canopée dense de chênes dans la ville et dans plusieurs districts tels que Moseley (en), Saltley (en), Yardley (en), Stirchley (en), Hockley (en), toponymes terminant en « -ley », du vieil anglais -lēah signifiant « clairière ».
| Mois                                | jan. | fév. | mars  | avril | mai   | juin  | jui.  | août  | sep.  | oct.  | nov. | déc. | année   |
| ----------------------------------- | ---- | ---- | ----- | ----- | ----- | ----- | ----- | ----- | ----- | ----- | ---- | ---- | ------- |
| Température minimale moyenne (°C)   | 1,4  | 1,1  | 2,9   | 4,2   | 7,1   | 10    | 12,1  | 11,8  | 9,7   | 6,8   | 3,8  | 1,6  | 6,1     |
| Température maximale moyenne (°C)   | 6,7  | 7,1  | 9,8   | 12,7  | 16    | 19    | 21,3  | 20,8  | 17,8  | 13,6  | 9,5  | 6,9  | 13,5    |
| Ensoleillement (h)                  | 54,5 | 73,7 | 107,7 | 149,3 | 177,6 | 181,3 | 193,7 | 180,2 | 139,5 | 104,5 | 64   | 52,3 | 1 478,3 |
| Précipitations (mm)                 | 73,2 | 51,4 | 55,8  | 61,9  | 61,3  | 65,6  | 63,8  | 66,7  | 68,1  | 82,7  | 74,8 | 79,8 | 804,9   |
| Nombre de jours avec précipitations | 12,9 | 10,2 | 10,7  | 11,1  | 10,6  | 9,9   | 9     | 10,4  | 9,7   | 12,3  | 12,4 | 11,8 | 131,1   |

## Histoire

### Toponymie

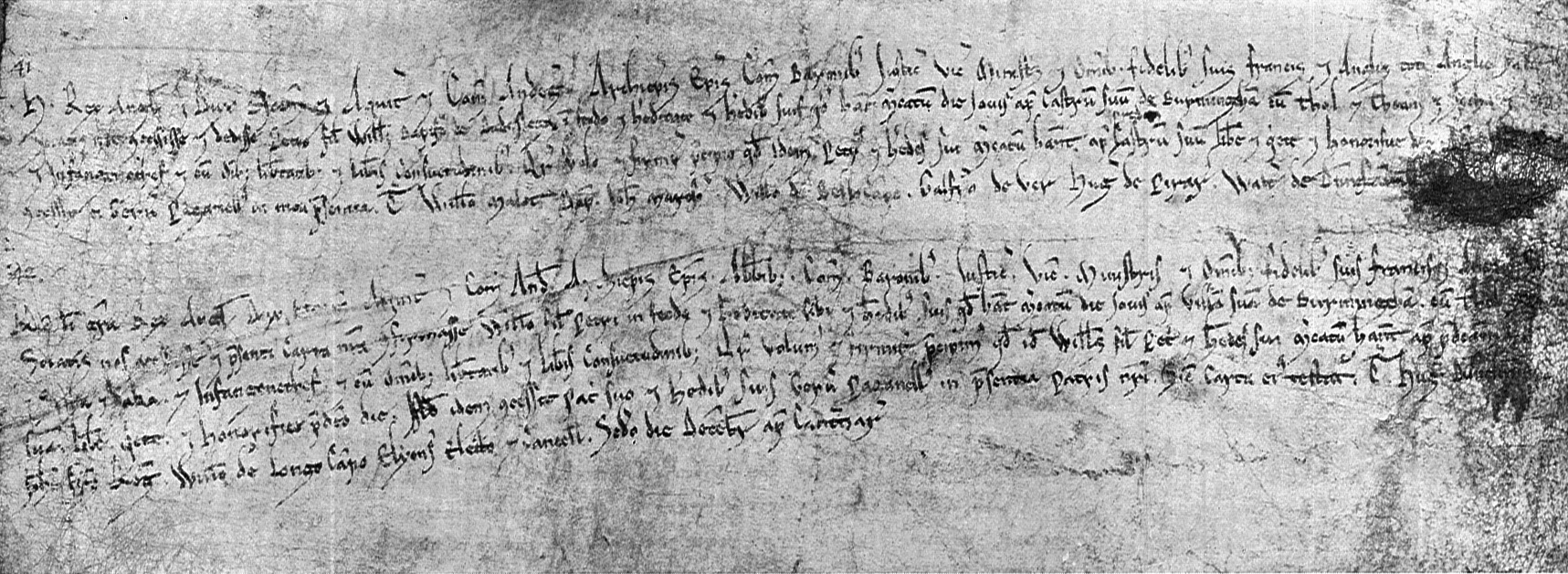
Chartes de 1166 et 1189 établissant Birmingham comme marché et seigneurie.

Le nom « Birmingham » fait le plus souvent référence à l'agglomération entière. On emploie souvent le mot d'argot Brum (de l'ancien nom Brummagen) pour la désigner et on appelle souvent ses habitants les Brummies. L'aire urbaine de Birmingham, qui comprend les villes environnantes qui lui sont étroitement liées par le biais des migrations pendulaires, est aussi la deuxième aire urbaine la plus peuplée du Royaume-Uni, avec une population de 3 683 000 habitants.
Birmingham tiendrait son nom de la famille de Bermingham (en) (transformation orale du e en i pour s'adapter à la prononciation anglaise) qui a tenu la seigneurie du manoir de la ville pendant quatre cents ans à partir de 1150.
Les dénominations de la localité, de la terre manoriale et de la famille seigneuriale (les hypothétiques Berming(er) ou descendants de Ber, Bert ou Bret) se confondent de manière pluriséculaire avant l'époque moderne. Pourtant, il serait hasardeux d'en conclure une identité parfaite et de clore le champ d'hypothèses. Une simple décomposition, hypothétique, du vieil anglais Beormingahām du IXe siècle ou de l'anglais actuel Birmingham donne une structure classique en Burh/ing/ham, signifiant un gros hameau reconnu ou habitat groupé de foyers fiscaux (ham celtique ou heimo germanique) provenant ou dépendant à l'origine (suffixe inge) d'une enceinte brittonique ou burrh. Cette dernière racine brittonique, datant de la fin de l'âge du fer, évoluant tardivement entre les sons ber, bor et bir est à rapprocher du terme borough signifiant à l'origine sous le roi saxon Alfred une enceinte protectrice, susceptible d'accueillir des réfugiés lors d'agression militaire. La structure complète de ce toponyme pourrait, dans ce cadre hypothétique, remonter au second Empire romain et à la mise en place de sa fiscalité basée sur le terroir agricole.

### Préhistoire et Moyen Âge

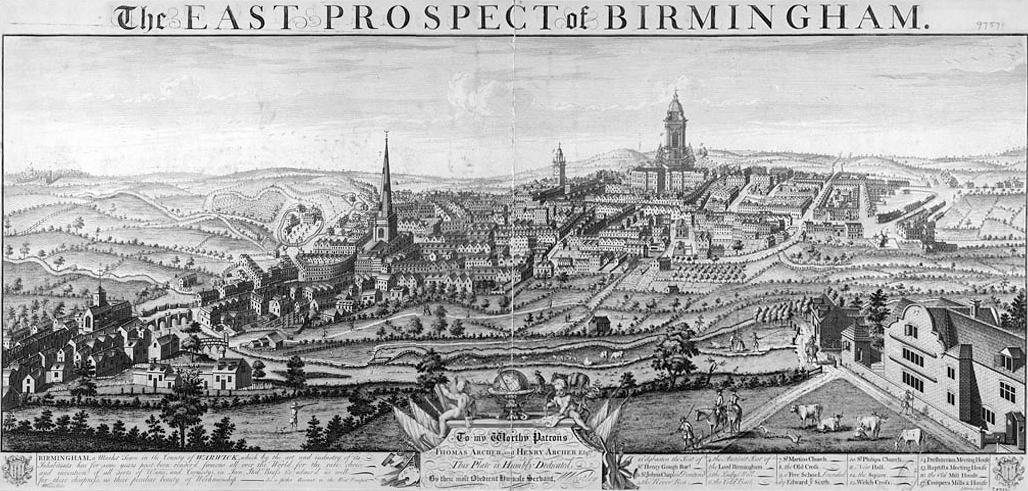
Birmingham en 1732.

Les indices les plus anciens d'occupation à Birmingham sont des artéfacts remontant à 10 400 ans, découverts près de Curzon Street au centre-ville. Anciennement, le site de Birmingham est une aire retirée et marginale, en raison de sa position géographique sur un plateau au cœur de la forêt dense d'Arden, alors que les centres de population, de richesse et de pouvoir dans la période pré-industrielle se trouvent plutôt dans les vallées fertiles et accessibles de la Trent, de la Severn et de l'Avon.
La fondation de Birmingham date de l'ère anglo-saxonne. Le nom de la ville vient du vieil anglais Beormingahām, ce qui signifie « foyer des Beormingas » – une indication de ce que Birmingham date du VIe ou du début du VIIe siècle comme établissement primaire de la tribu angle de ce nom. Au début du VIIe siècle, Birmingham est un hameau agricole anglo-saxon sur les bords de la Rea. Birmingham est mentionnée dans le Domesday de 1086 comme un petit village.
La famille de Bermingham tient la seigneurie du manoir de Birmingham (transformation orale du e en i pour s'adapter à la prononciation anglaise) pendant quatre cents ans à partir de 1150. En 1166, le titulaire de la seigneurie de Bermingham, Peter de Bermingham (en), obtient d'Henri II par une charte royale le droit de tenir un marché dans son château, d'où la transformation de Birmingham de village en bourg avec l'aide de William de Bermingham. Peter et William de Bermingham sont enterrés à Birmingham, dans l'Église Saint Martin à Bull Ring, qui est une des zones commerciales majeures de la Ville et ce, depuis le premier marché tenu par Peter de Bermingham. La famille de Bermingham a continué d'être seigneurs de Birmingham jusqu'en 1530 lorsqu'Edward de Birmingham a été floué de sa seigneurie par John Dudley.

### Révolution industrielle

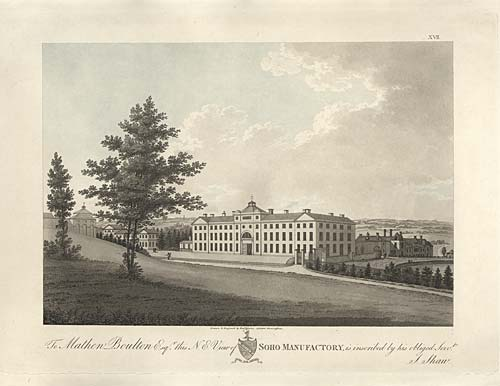
Manufacture de Soho.

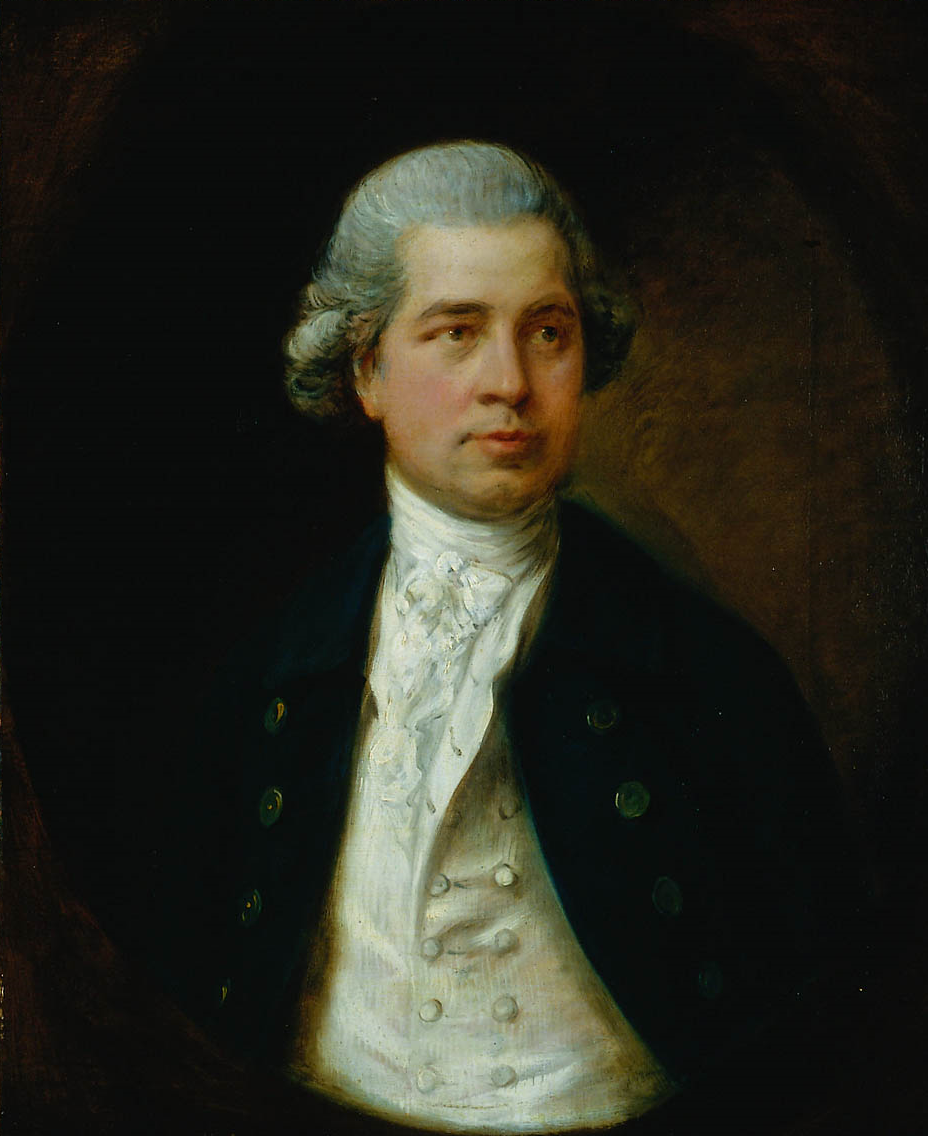
John Taylor, v. 1778
par Thomas Gainsborough
Musée des Beaux-Arts de Boston

Dès le XVIe siècle, le commerce du minerai de fer et du charbon font s'y établir les industries des métaux. À l'époque de la guerre civile anglaise au XVIIe siècle, Birmingham devient une ville industrielle importante. La fabrication des armes y devient une spécialité et est concentrée dans le secteur connu comme le quartier « Gun ». Au cours de la révolution industrielle (à partir du milieu du XVIIIe siècle), Birmingham croît rapidement et prospère. La population de Birmingham passe de 15 000 fin XVIIe siècle à 70 000 un siècle plus tard.[réf. nécessaire]
Au cours du XVIIIe siècle, Birmingham est le foyer de la Lunar Society, un important rassemblement de penseurs et d'industriels. John Taylor (1738-1814), un industriel, possède les propriétés de Bordesley Park et Moseley Hall près de Birmingham.[réf. nécessaire] Il fait faire son portrait et celui de sa femme par Thomas Gainsborough vers 1778 ; ces peintures sont conservées respectivement au Musée des Beaux-Arts de Boston et à la National Gallery of Art de Washington.
Birmingham passe au premier plan de la politique anglaise au début du XIXe siècle avec Thomas Attwood, leader de la Birmingham Political Union (en) qui amène le pays au bord de la guerre civile lors des journées de mai qui précédent le Reform Act 1832. Creusé dès le milieu du XVIIIe siècle, le réseau de canaux est agrandi en 1820, ce qui donne un meilleur accès aux ressources naturelles pour alimenter les industries.[réf. nécessaire] La première usine de gaz publique à Birmingham est construite en 1816 et la première usine au monde à être éclairée par le gaz est l'usine de Boulton & Watt à Smethwick, jouxtant Birmingham. Le chemin de fer arrive à Birmingham en 1837, et un an plus tard, la liaison est ouverte entre Londres et Birmingham. À l'époque victorienne, la population de Birmingham atteint rapidement un demi-million d'habitants, le centre-ville devient la deuxième plus grande agglomération d'Angleterre.[réf. nécessaire]
En 1889, la reine Victoria lui décerne le statut de city et en 1896 la charge de lord-maire est conférée à Birmingham par lettres patentes. Joseph Chamberlain, maire de Birmingham, député, puis ministre des Colonies, et son fils Arthur Neville Chamberlain, lui aussi maire de Birmingham et Premier ministre britannique, sont deux des personnalités parmi les plus connues qui ont vécu à Birmingham. La ville crée sa propre université en 1900.[réf. nécessaire]

### XXesiècle
Birmingham souffre des bombardements au cours de la Seconde Guerre mondiale mais est largement restructurée au cours des années 1950 et 1960. De grands ensembles de tours d'habitation sont alors édifiés, comme le Castle Vale (en). Le Bull Ring est reconstruit et la gare de New Street (en) est réaménagée. Après la Seconde Guerre mondiale, la composition ethnique de Birmingham change de manière significative, car elle reçoit des vagues d'immigration du Commonwealth. La population de la ville atteint un sommet en 1951 à 1 113 000 habitants.
Birmingham demeure de loin la ville de province la plus prospère en Grande-Bretagne jusqu'à la fin des années 1970 avec les revenus des ménages dépassant même ceux de Londres et ceux du Sud-Est. Mais sa diversité économique et sa capacité de régénération ont diminué au cours des décennies qui ont suivi la Seconde Guerre mondiale quand le gouvernement central cherche à restreindre la croissance de la ville et à disperser l'industrie et la population dans les zones de stagnation de l'Écosse, du Pays de Galles et du nord de l'Angleterre. Ces mesures ont entravé la croissance de la ville et celle-ci dépend de plus en plus de l'industrie automobile. La récession du début des années 1980 a vu l'effondrement de l'économie de Birmingham, avec des niveaux sans précédent de chômage et des flambées de troubles sociaux dans les quartiers du centre-ville.
Ces dernières années, le paysage urbain de Birmingham se transforme, avec la construction de nouvelles places, comme Centenary Square et la Place du Millénaire, et la requalification d'anciennes aires industrielles comme Brindleyplace (en), The Mailbox (en) et l'International Convention Centre (en). Les vieilles rues, les bâtiments et les canaux sont restaurés, les passages souterrains supprimés. Ces réalisations sont connues sous le nom de Big City Plan (en). Birmingham a été l'hôte du Sommet du G8 de 1998 et a été l'hôte des Jeux du Commonwealth de 2022.
En septembre 2023, la municipalité de Birmingham se déclare en faillite dans un contexte inflationniste important au Royaume-Uni et de recrudescence des faillite des municipalités dans le pays. Incapable d'équilibrer son budget comme la loi l'y oblige sans aide du gouvernement, elle se place sous la protection de la « section 114 », ce qui signifie que seules les dépenses essentielles seront maintenues. Le maire travailliste John Cotton a mis en cause plusieurs dépenses exceptionnelles, comme une condamnation pour infraction à la loi sur l'égalité hommes-femmes, ainsi que l'installation d'un nouveau système informatique. Il a également dénoncé la baisse des financements accordés par les gouvernements conservateurs successifs

## Urbanisme

### Occupation du territoire

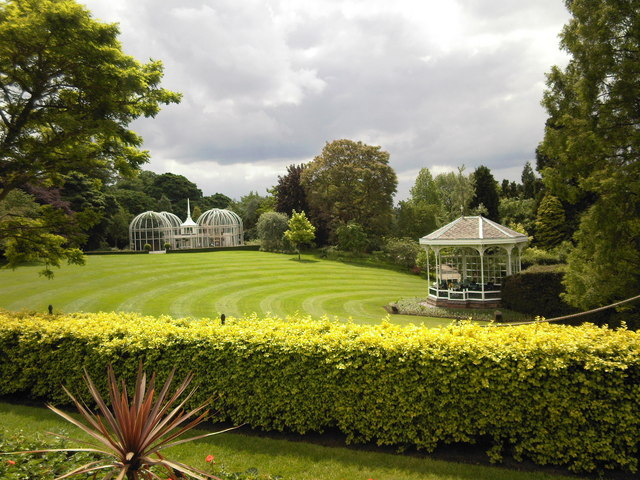
Jardin botanique de Birmingham.

Birmingham compte 571 parcs, plus que toute autre ville européenne - couvrant 3 500 ha. Le territoire de la ville comporte six millions d'arbres. Le parc Sutton (en), qui couvre 970 ha au nord de la ville est le plus grand parc d'Europe et une réserve naturelle nationale (en). Le Jardin botanique de Birmingham (en), situé près du centre, conserve le paysage de Régence anglaise créé par John Claudius Loudon en 1829 alors que le Jardin botanique de Winterbourne (en), situé à Edgbaston s'inspire du mouvement Arts and Crafts de l'époque édouardienne.
Plusieurs espaces verts de la ville font partie de ceinture verte des Midlands de l'Ouest (en). Cette politique publique locale visant à limiter l'étalement urbain et à préserver la friche naturelle (en). Les espaces compris dans cette ceinture verte comprennent le parc Sutton ; le terrain le long de la limite de Sutton Coldfield, Walmley et Minworth ; les parcs naturels de Kingfisher, Sheldon et Woodgate Valley ; les terrains du club de football Wake Green ; les réservoirs Bartley et Frankley ; le cimetière de Handsworth et les terrains de golf adjacents.
La faune se manifeste dans les espaces verts comme le Kingfisher Country Park (en), le Woodgate Valley Country Park (en), le Lickey Hills Country Park (en), le parc de Handsworth (en), le parc Kings Heath (en) et le Cannon Hill Park, qui abrite le parc de conservation de la faune de Birmingham (en).

### Architecture

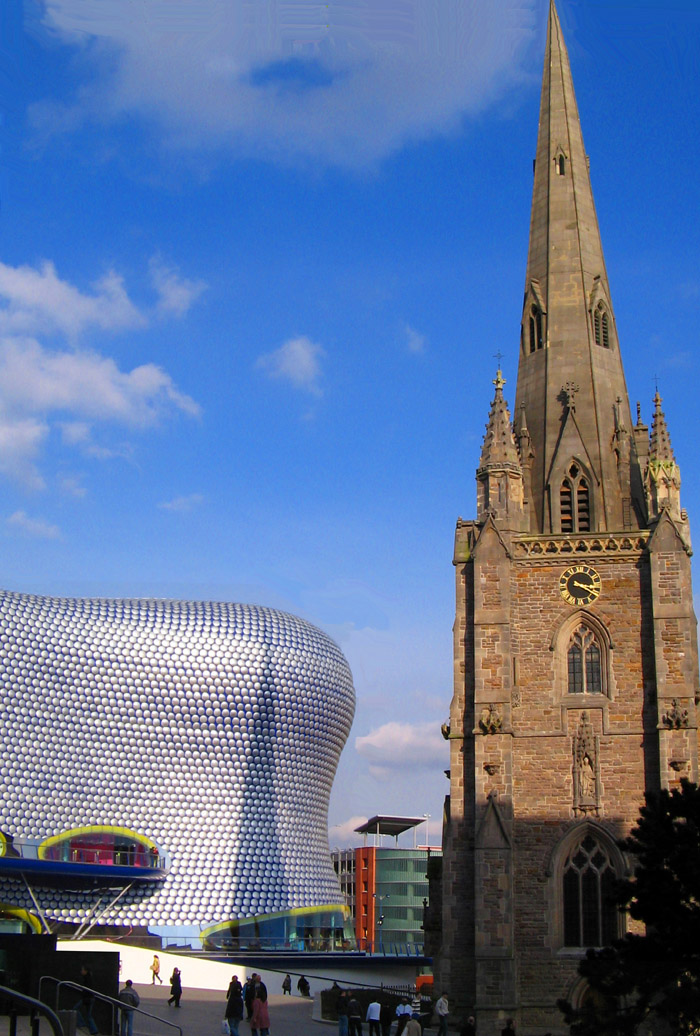
Centre commercial Bull Ring et église Saint-Martin.

### Quartiers
Les principaux quartiers de Birmingham comprennent :
- Acocks Green (en)
- Alum Rock (en)
- Ashted (en)
- Aston (en)
- Austin Village (en)
- Balsall Heath (en)
- Bartley Green (en)
- Beech Lanes (en)
- Billesley (en)
- Birches Green (en)
- Birchfield (en)
- Boldmere (en)
- Bordesley (en)
- Bordesley Green (en)
- Bournbrook (en)
- Bournville
- Brandwood End (en)
- Brindleyplace (en)
- Bromford (en)
- Browns Green (en)
- Buckland End (en)
- California (en)
- Camp Hill (en)
- Castle Vale (en)
- Centre-ville (en)
- Chad Valley (en)
- Quartier chinois (en)
- Cofton Common (en)
- Cotteridge (en)
- Deritend (en)
- Digbeth (en)
- Doe Bank (en)
- Driffold (en)
- Druids Heath (en)
- Duddeston (en)
- Eastside (en)
- Edgbaston
- Erdington
- Falcon Lodge (en)
- Five Ways (en)
- Four Oaks (en)
- Fox Hollies (en)
- Frankley (en)
- Gannow Green (ga)
- Garretts Green (en)
- Gib Heath (en)
- Gilbertstone (en)
- Glebe Farm (en)
- Gosta Green (en)
- Gravelly Hill (en)
- Great Barr (en)
- Greet (en)
- Gun Quarter (en)
- Hall Green (en)
- Hamstead (en)
- Handsworth
- Handsworth Wood (en)
- Harborne
- Harts Green (ga)
- Hawkesley (en)
- Hay Mills (en)
- High Heath
- Highgate (en)
- Highter's Heath (en)
- Hill Hook (en)
- Hill Wood
- Hockley (en)
- Hodge Hill (en)
- Jewellery Quarter (en)
- Kents Moat
- King's Heath (en)
- Kings Norton
- Kingstanding
- Kitts Green (en)
- Ladywood (en)
- Lea Hall (en)
- Lee Bank (en)
- Ley Hill
- Lifford (en)
- Little Bromwich (en)
- Lodge Hill (en)
- Longbridge
- Lozells (en)
- Lyndon Green
- Maney (en)
- Maypole (en)
- Minworth (en)
- Mere Green (en)
- Moor Green (en)
- Moseley (en)
- Nechells (en)
- New Frankley (en)
- New Oscott (en)
- Newtown (en)
- New Town Row
- Northfield (en)
- Old Oscott (en)
- Pelham (en)
- Perry Barr (en)
- Perry Beeches (en)
- Perry Common (en)
- Pype Hayes (en)
- Queslett (en)
- Quinton (en)
- Reddicap Heath
- Rednal
- Ridgacre (en)
- Roughley (en)
- Saltley (en)
- Sarehole
- Selly Oak (en)
- Selly Park (en)
- Shard End (en)
- Sheldon (en)
- Shenley Fields
- Shenley Green (en)
- Short Heath (en)
- Old Oscott (en) Showell Green
- Small Heath (en)
- Smithfield
- Soho
- Southside (en)
- South Woodgate
- South Yardley (en)
- Sparkbrook (en)
- Sparkhil (en)
- Springfield
- Stechford (en)
- Stirchley (en)
- Stockfield
- Stockland Green (en)
- Ten Acres (en)
- Thimble End (en)
- Tile Cross (en)
- Tower Hill (en)
- Tudor Hill (en)
- Turves Green (en)
- Tyburn (en)
- Tyseley (en)
- Vauxhall
- Wake Green
- Walker's Heath (en)
- Walmley (en)
- Walmley Ash (en)
- Ward End (en)
- Warstock (en)
- Washwood Heath (en)
- Wednesbury
- Wells Green
- Weoley Hill
- Weoley Castle (en)
- West Bromwich
- West Heath (en)
- Westside (en)
- Whitehouse Common (en)
- Winson Green
- Witton (en)
- Woodcock Hill
- Woodgate (en)
- Wylde Green (en)
- Yardley (en)
- Yardley Wood (en)

## Politique

### Politique locale

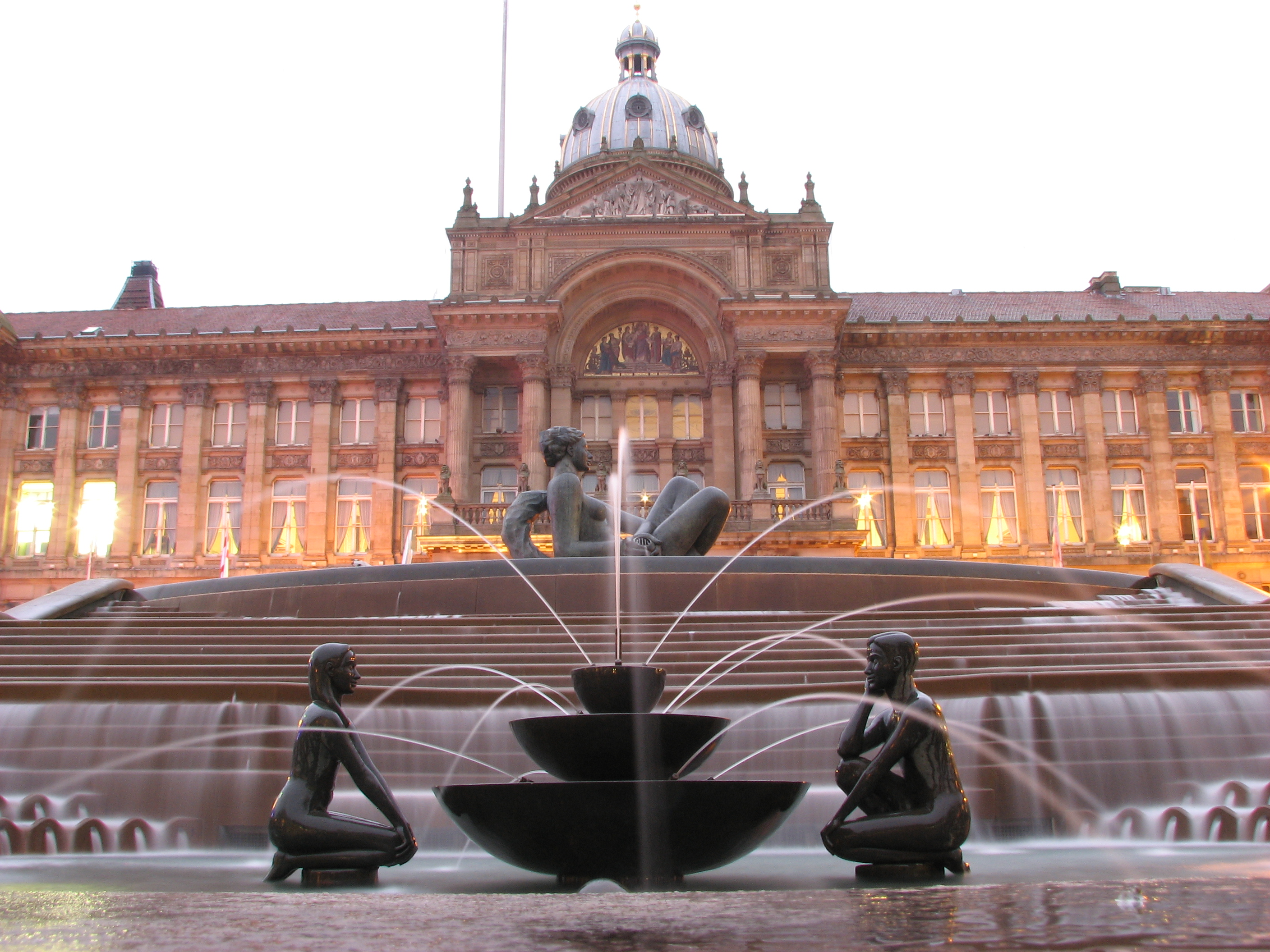
Hôtel-de-Ville

La ville est dirigée par le Birmingham City Council (en), conseil élu de 120 membres qui représentent 40 subdivisions territoriales appelées wards. Le conseil est responsable de la gestion de la plupart des services municipaux. Tous les ans, il élit parmi ses membres un Lord-maire qui n'a que des fonctions protocolaires. La direction effective est entre les mains du chef du groupe politique le plus important numériquement au Conseil. À partir de décembre 2015, cette fonction est occupée par
John Clancy, chef du groupe travailliste qui détient 80 sièges. Il démissionne le 11 septembre 2017 à la suite d'une série de grèves des éboueurs. Ian Ward le remplace à titre intérimaire.
La mairie se trouve à Council House sur le square Victoria.

### Politique régionale
Birmingham fait partie à l'origine du Warwickshire, mais s'étend à la fin du XIXe siècle et au début du XXe siècle sur une partie du Worcestershire au sud et sur le Staffordshire au nord et à l'ouest. La ville annexe Sutton Coldfield en 1974 et devient un district métropolitain du nouveau comté de West Midlands county. Jusqu'à sa dissolution en 1986, le Comté de comté des West de l'Ouest (en) siège au Centre-ville de Birmingham (en).
Depuis 2011, Birmingham fait partie du Greater Birmingham and Solihull Local Enterprise Partnership (en) avec les juridictions voisines de Bromsgrove, Cannock Chase, East Staffordshire, Lichfield, Redditch, Solihull, Tamworth (en) et Wyre Forest.
Au niveau supramunicipal, l'autorité combinée des Midlands de l'Ouest, instituée en 2016, exerce des compétences en matière de transport, urbanisme et développement économique.

### Représentation nationale et européenne
Le territoire de Birmingham correspond à dix circonscriptions électorales à la Chambre des communes. Aux fins de représentation au Parlement européen, Birmingham est comprise dans la circonscription des West Midlands, laquelle élit six députés.

## Démographie
La population de la ville de Birmingham s'élève à 1 085 000 habitants (2012). Entre 2001 (en) et 2011 (en), la population totale a crû de 96 000 habitants soit une hausse globale de 10,1 %. La densité de population est de 4 060 habitants par km2. La population de conurbation des Midlands de l'Ouest (en) est de 2 441 000 habitants (2011).
Population totale, 1538-2011 (milliers d'habitants)
Birmingham est une ville multi-culturelle avec une forte population d'origine irlandaise, polonaise, caribéenne et pakistano-indienne.
Les principales religions sont le christianisme (34 %) et l'islam (30 %) d'après le recensement de 2021. 24 % n'ont pas de religion et 6 % n'ont pas répondu.
48,6 % de la population s'identifie comme blanche, 31,0 % asiatique, 11,0 % noire, 4,8 % métisse et 4,5 % comme appartenant à d'autres groupes ethniques.

## Économie

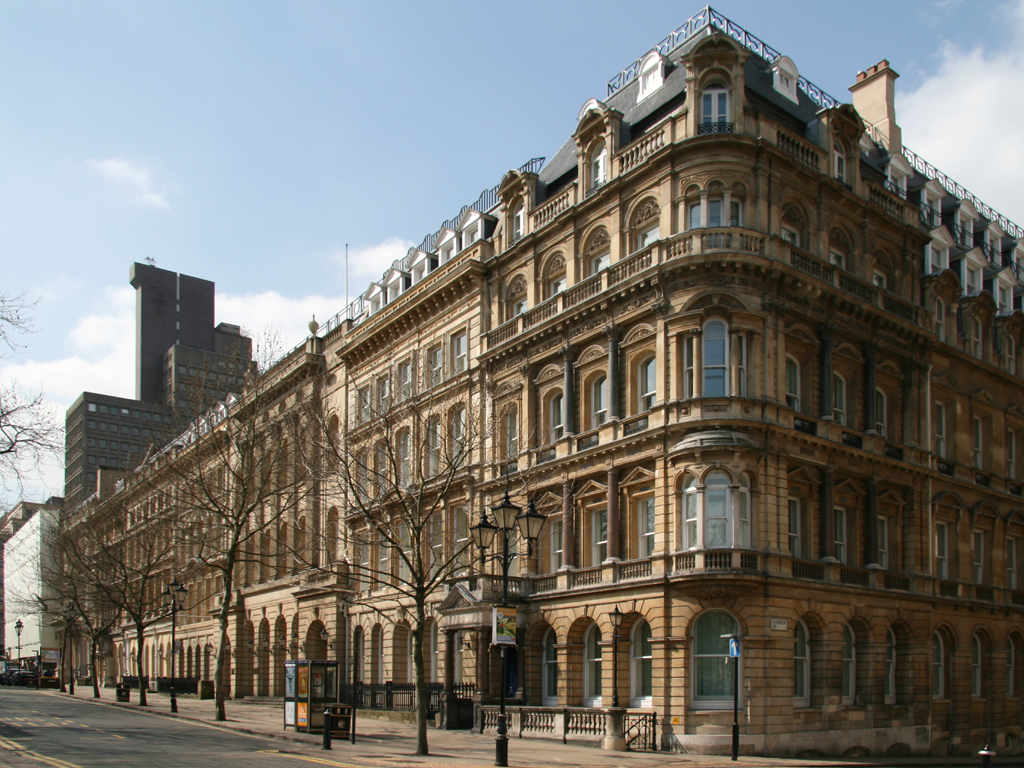
Colmore Row dans le quartier des affaires de Birmingham.

Confrontée à un sous-financement de l'État et à la situation économique morose du Royaume-Uni, Birmingham se déclare incapable de faire face à ses obligations financières en 2023, ce qui équivaut à une situation de faillite. La contribution de l'État au budget des municipalités britanniques a fortement diminué sous l'effet des politiques d'austérité des années 2010.
La ville est un centre traditionnel de matériel ferroviaire, engins à vapeur, avions, armurerie, bijouterie voire construction navale (les bateaux construits en pièces détachées étaient assemblés sur la côte). Aujourd'hui, l'économie est dominée par le secteur des services, qui en 2003 représentaient 78 % de la production économique de la ville et 97 % de sa croissance économique.
Trois des plus grandes banques britanniques ont été fondées à Birmingham: Lloyds Bank (maintenant Lloyds TSB) en 1765, la Midland Bank (aujourd'hui HSBC Bank) en 1836 – et la Ketley's Building Society, en 1775. Birmingham est le troisième centre financier du Royaume-Uni en dehors de Londres avec plus de 111 500 personnes employées dans le secteur bancaire, la finance et les assurances. En 2010, Cushman & Wakefield a déclaré que Birmingham était le troisième meilleur endroit au Royaume-Uni pour installer une entreprise, et le dix-huitième meilleur endroit en Europe.
Le tourisme représente une partie de plus en plus importante de l'économie locale. Avec des installations telles que l'International Convention Centre et le National Exhibition Centre, elle représente 42 % des conférences et salons d'expositions au Royaume-Uni et le commerce d'exposition. Les lieux sportifs et culturels de la ville attirent un grand nombre de visiteurs que l'on peut estimer à 22 millions de personnes.
Les trois universités de la ville (Université Aston, Université de Birmingham et UCE Birmingham) et les deux collèges universitaires ont plus de 65 000 étudiants et emploient environ 15 000 employés, apportant une contribution importante à l'économie de la ville tout en étant sa base pour la recherche et l'innovation.

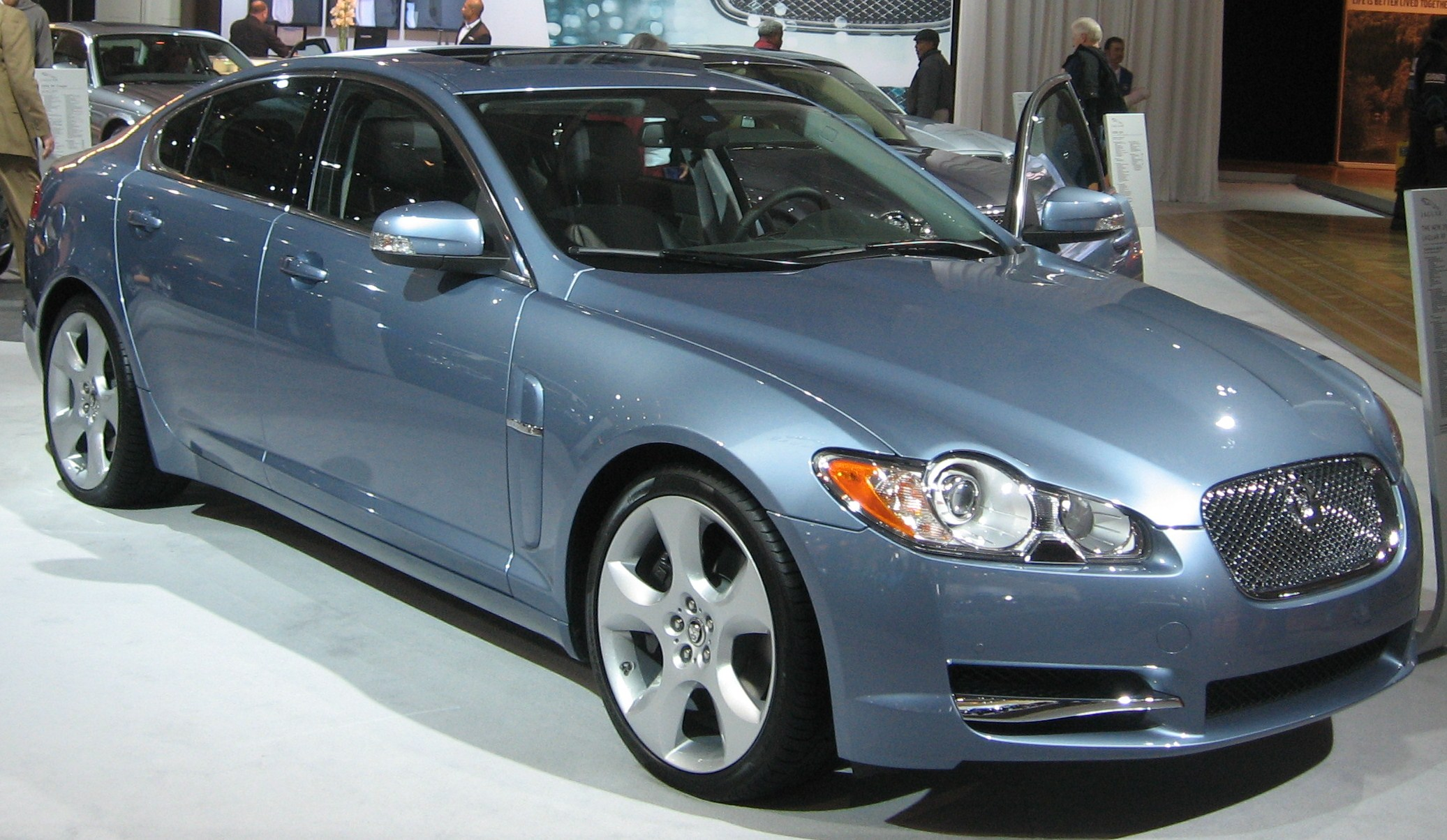
La Jaguar XF, fabriquée par Jaguar à l'usine de Castle Bromwich.

Avec un chiffre d'affaires annuel de 2,43 milliards de livres, le centre-ville de Birmingham est le troisième plus grand centre de vente au détail du Royaume-Uni, avec le centre commercial le plus important d'Europe: le Bull Ring et le plus grand magasin en dehors de Londres : magasin House of Fraser situé sur Corporation Street. La ville possède également l'un des quatre grands magasins Selfridges et la deuxième plus grande succursale Debenhams dans le pays. En 2004, elle a été classée troisième meilleur endroit pour faire du shopping au Royaume-Uni, derrière le West End of London et Glasgow, décrit comme un «centre commercial de classe mondiale ».
Malgré le déclin du secteur manufacturier de la ville, plusieurs grandes installations industrielles demeurent, y compris les voitures Jaguar de Castle Bromwich et Cadbury Trebor Bassett à Bournville. La HM Prison Birmingham est le premier établissement pénitentiaire d'Angleterre exploité par une entreprise privée.
La Chambre de commerce du grand Birmingham existe depuis plusieurs années. Sa mission est de comprendre ce que représentent les chambres locales en s'orientant autour de ce qu'elle peut offrir aux différents intervenants du milieu.

## Culture

### Musique
Birmingham possède un remarquable orchestre symphonique nommé City of Birmingham Symphony Orchestra (CBSO), autrefois dirigé par Edward Elgar, Simon Rattle et Adrian Boult notamment et qui se donne en représentation dans le célèbre Symphony Hall et parfois au Town Hall. La ville accueille également un conservatoire et une université de musique de renom (Université de Birmingham).
Les groupes de musique et chanteurs The Vamps, Black Sabbath, Spencer Davis Group, Dexys Midnight Runners, Duran Duran, Editors, Led Zeppelin, Electric Light Orchestra, Musical Youth, Judas Priest, The Moody Blues, Steel Pulse, UB40, Napalm Death, Doom, GBH, Anaal Nathrakh et Wizzard viennent de Birmingham, tout comme les musiciens Joan Armatrading, The Streets et Steve Winwood et Ozzy Osbourne.
Birmingham est connu pour être le berceau du heavy metal, dû à la noirceur de la ville à cette époque (fin 1960-début 1970).

### Musées et galeries
Birmingham possède deux importantes collections d'arts accessibles au public. Le Birmingham Museum & Art Gallery est connu pour ses œuvres préraphaélites, une collection d'une « importance exceptionnelle ». Il possède également des collections de maîtres anciens qui incluent des œuvres de Bellini, Rubens, Canaletto, Claude et plus particulièrement des collections de peintures italiennes datant du XVIIe siècle ainsi que des aquarelles d'artistes anglais. Sa section design présente des collections exceptionnelles de céramiques et de métallurgie européens. La petite galerie des Beaux Arts de Barber à Edgbaston est une des plus belles au monde, avec une collection représentant l'art occidental du XIIIe siècle jusqu'à nos jours.
Le Birmingham Museum Trust gère par ailleurs différents sites comme Aston Hall, Blakesley Hall, le musée de bijoux Jewellery Quarter, Soho House et Sarehole Mill.

### Vie nocturne
La vie nocturne se déroule principalement le long de Broad Street et dans Brindley Place. Cependant, au cours des dernières années, de nombreux établissements ont vu le jour en dehors de la zone de Broad Street. Le Medicine Bar dans la Custard Factory, The Sanctuary, The Rainbow et l'Air dans Digbeth sont très populaires. Autour de Digbeth, on peut également trouver des clubs et bars dans les secteurs tels que l'Arcadian et le village gay de Hurst street, proche du quartier chinois, le Summer Row, le Mailbox, et le St Philips/Colmore Row (où une fois par mois se tient une soirée organisée pour les habitants polonais de Birmingham) et le Jewellery quarter. On peut également trouver un certain nombre de pubs de nuit dans le quartier irlandais.

### Cinéma
- Festival du Film de Birmingham

### Gastronomie
Birmingham est réputée pour sa gastronomie. Des restaurants séduisants occupent la localité. On y retrouve quelques 27 nationalités différentes dans les styles de cuisine.

## Sport

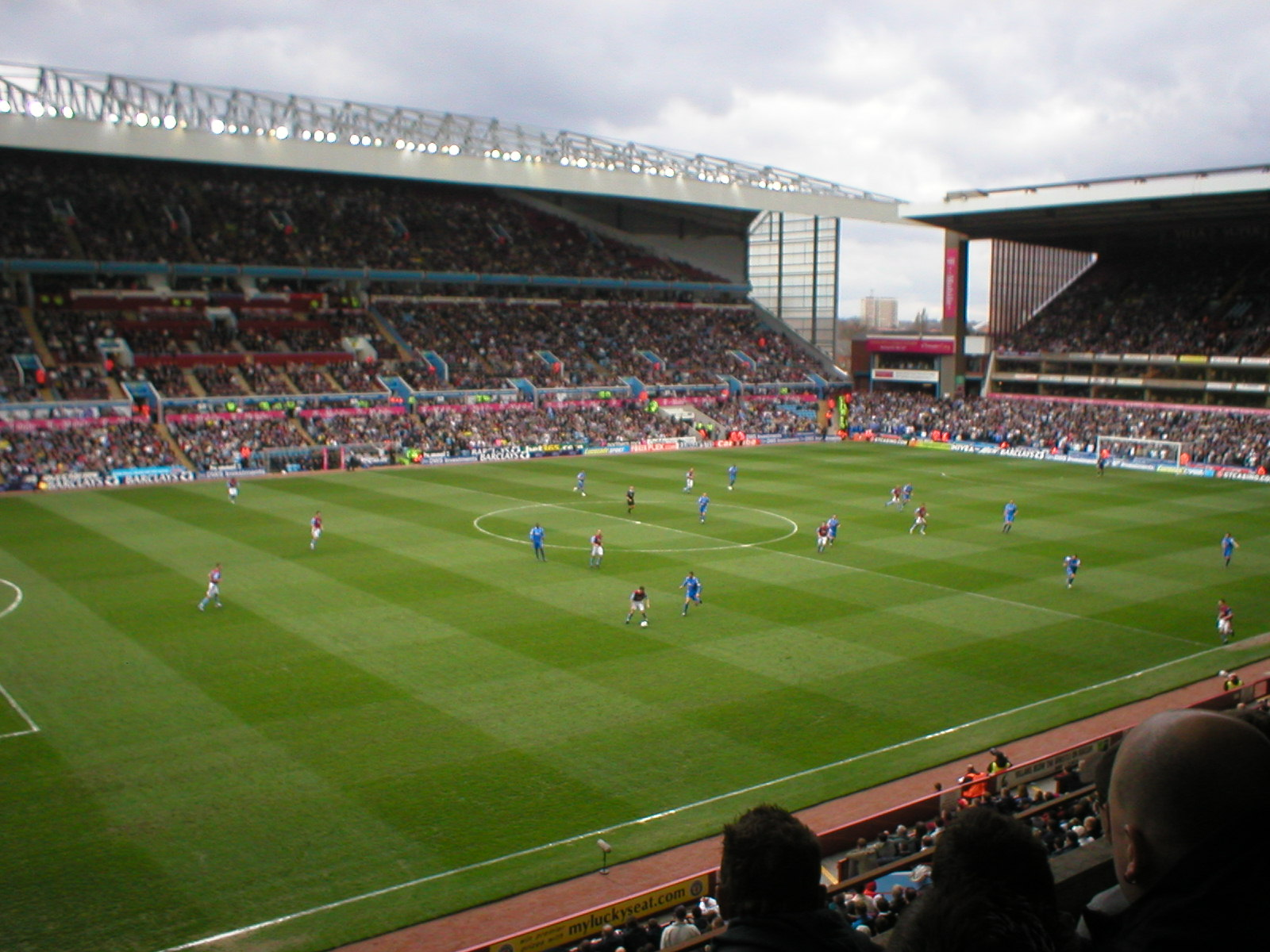
Aston Villa contre Birmingham City lors du « derby » à Villa Park.

Birmingham a joué un rôle important dans l'histoire du sport. La Football League, la plus importante compétition de football au monde a été fondée par les habitants de Birmingham et par le directeur de l'Aston Villa, William McGregor. En 1888, ce dernier écrit aux administrateurs du club, proposant « que dix ou douze des clubs les plus en vue en Angleterre se réunissent pour organiser des rencontres à domicile et à l'extérieur chaque saison ».

### Clubs de football
- Aston Villa
- Birmingham City

### Tennis
Le jeu moderne du tennis a été élaboré entre 1859 et 1865 par Harry Gem et son ami Augurio Perera à la maison Perera à Edgbaston, avec le Edgbaston Archery and Lawn Tennis Society qui reste le plus ancien club de tennis au monde. Le Birmingham and District Premier League est la plus vieille ligue de cricket au monde, et Birmingham a été l'hôte de la première Coupe du monde de cricket, avec la Coupe du monde de cricket féminin en 1973. Birmingham a été la première ville à être nommée ville nationale de sport par le UK Sport. Birmingham a été choisie avant Londres et Manchester afin de concourir pour les Jeux olympiques d'été de 1992, mais a échoué dans le processus de sélection finale, qui a été remporté par Barcelone.

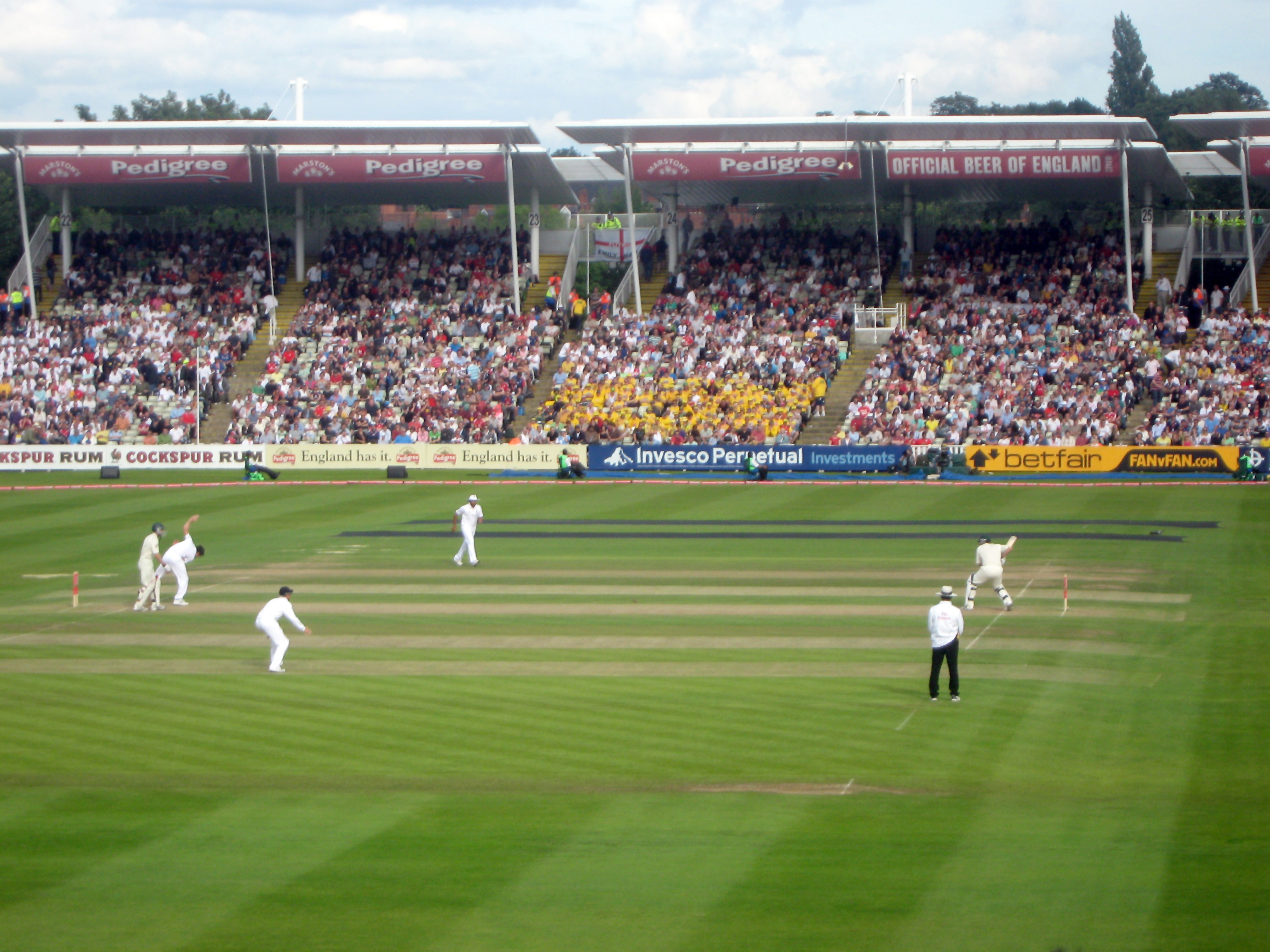
Match de cricket à Edgbaston Cricket Ground.

Aujourd'hui, la ville est le siège de deux des plus anciennes équipes de football professionnel du pays : Aston Villa, qui a été fondée en 1874 et joue à Villa Park, et Birmingham City, fondée en 1875 et qui joue à St Andrew's. La rivalité entre les clubs est féroce et les rencontres entre les deux représente le derby Second City. Aston Villa évolue actuellement en Premier League, tandis que Birmingham City évolue en Championship.
Six fois champion du County Championship, le Warwickshire County Cricket Club joue à Edgbaston Cricket Ground, qui accueille également les matchs de cricket et le One-day International. Le lieu a été le théâtre du plus gros score jamais réalisé par un batteur de cricket en première classe, lorsque Brian Lara a marqué 501 points pour Warwickshire en 1994. Birmingham a un club de rugby professionnel, le Moseley Rugby Football Club, qui jouent à Billesley Common. Un second club professionnel, Pertemps Bees, joue au Damson Park dans le borough voisin de Solihull.

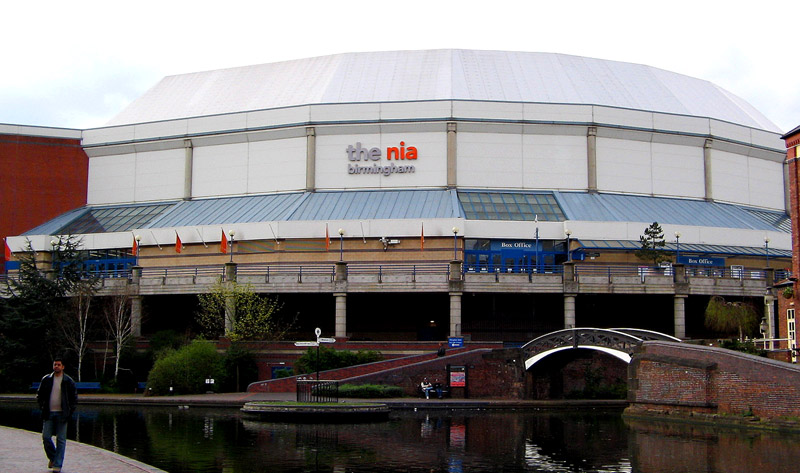
Le National Indoor Arena salle consacrée à l'athlétisme.

Le Tournoi de tennis de Birmingham est, aux côtés de Wimbledon et Eastbourne, l'un des seuls trois tournois de tennis au Royaume-Uni du WTA Tour. Il se joue chaque année au Edgbaston Priory Club, qui en 2010 a annoncé des plans pour un réaménagement de plusieurs millions de livres, y compris un nouveau court central et un musée célébrant les origines du jeu à Birmingham.
Les réunions internationales d'athlétisme ont lieu au Alexander Stadium, résidence du club des Birchfield Harriers, dont plusieurs membres, sont des athlètes de rang international. La GMAC Gymnastics and Martial Arts Centre, près d'Alexander Stadium, inaugurée en 2008, abrite une salle internationale de gymnastique et trois dojos d'arts martiaux, dont le siège de la bourse de l'Aikido Fellowship of Great Britain. Le National Indoor Arena (NIA), qui a ouvert en 1991, est un important lieu d'athlétisme en salle, qui a accueilli les Championnats d'Europe d'athlétisme en salle en 2007 et les Championnats du monde d'athlétisme en salle de 2003 ainsi que de nombreux événements de catch de la WWE. Une piscine olympique de natation de cinquante mètres est prévue pour Ladywood. La boxe professionnelle, le hockey, la planche à roulettes, les courses de stock-car, les courses de lévriers et de speedway ont également lieu dans la ville.

## Transports

### Transport ferroviaire

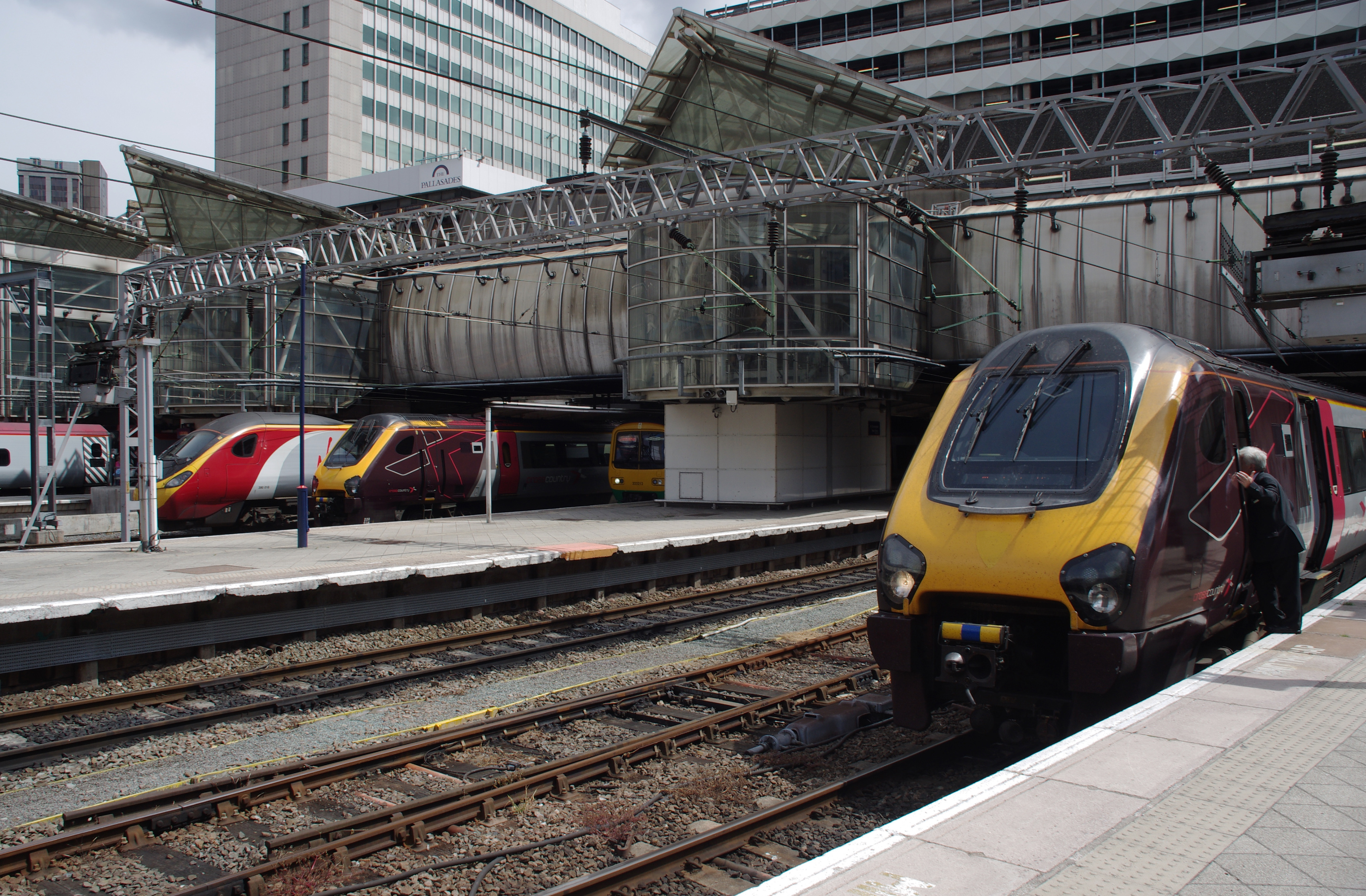
La gare de New Street.

La cité de Birmingham est desservie par trois gares ferroviaires principales. La gare de New Street, la plus grande et importante, est desservie par les trains rapides de Londres (Euston), Liverpool, Manchester, Bristol, Carlisle, Glasgow, Nottingham et Sheffield, et aussi par les trains locaux de Wolverhampton, Stoke-on-Trent, Shrewsbury, Hereford, Leicester, Coventry, Lichfield et Redditch (les deux derniers sur la Birmingham Cross-City Line). Les deux autres gares, Snow Hill et Moor Street, sont desservies par les trains de Londres Marylebone via Leamington Spa et Solihull, et de Stratford-upon-Avon, Kidderminster et Worcester.
La nouvelle ligne à grande vitesse proposée, High Speed 2, devrait desservir Birmingham.
Le Midland Metro est un tramway formant une connexion avec Wolverhampton via West Bromwich. Une extension à la gare de New Street fut complétée en 2016.

### Transport aérien

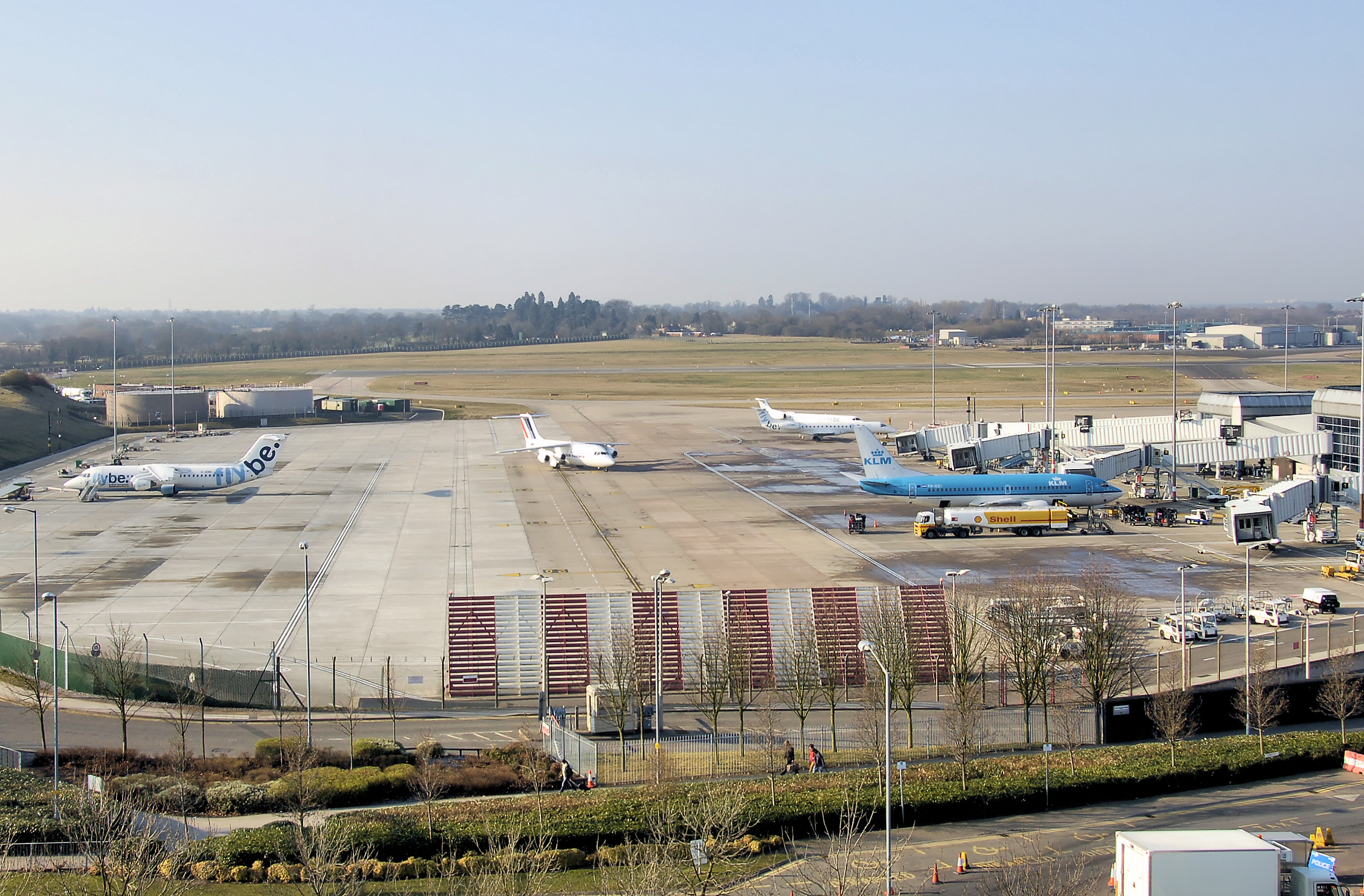
L'aéroport.

Birmingham est desservie par l'aéroport de Birmingham (code AITA : BHX ; code OACI : EGBB), situé à l'est de la ville.
Il est relié à la gare de Birmingham International, et au National Exhibition Centre, par la ligne AirRail Link, utilisant autrefois la technologie Maglev et aujourd'hui tiré par un câble.

### Transport routier

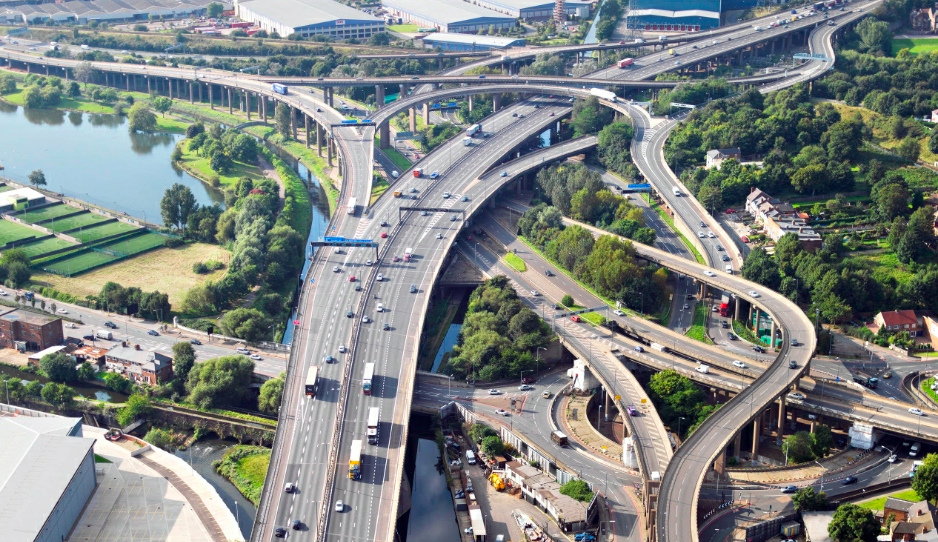
Échangeur surnommé échangeur spaghetti à Birmingham.

Birmingham est à la jonction de trois autoroutes principales : la M6, desservant le nord-ouest de l'Angleterre, y compris Liverpool et Manchester ; la M5, desservant Bristol et le sud-ouest de l'Angleterre ; et la M40, desservant Oxford et Londres. Avec la M6, l'autoroute M42 forme un périphérique à la cité. La cité est le quartier général de National Express Group, le principal gestionnaire des lignes d'autobus express de la Grande-Bretagne. La gare routière principale de Birmingham est située dans le quartier de Digbeth.

## Hôpital
Birmingham accueille aussi de nombreux hôpitaux, dont l'hôpital Queen Elizabeth de Birmingham ayant recueilli la jeune Malala Yousafzai après l’attentat dont elle a été victime.dans sa vallée natale le District de Swat. Grâce aux soins qu’elle a reçus dans cet hôpital, elle s'est rétablie et vit maintenant à Birmingham avec sa famille. Elle a aussi été la plus jeune lauréate du prix Nobel de la paix en 2014, en compagnie de Kailash Satyarthi.

## Jumelages
La ville de Birmingham est jumelée avec :
- Chicago (États-Unis) ;
- Francfort (Allemagne) ;
- Leipzig (Allemagne) ;
- Johannesburg (Afrique du Sud) ;
- Lyon (France) ;
- Milan (Italie) depuis 1966 ;
- Canton (Chine).

Il existe également un « traité d'amitié » entre Birmingham et Mirpur, situé dans l'Azad Cachemire au Pakistan, d'où sont originaires quelque 90 000 habitants de Birmingham.

## Société

### Personnalités

#### Né à Birmingham
- Albert Austin, (1885n-1953), acteur
- Blaze Bayley (1963n-), chanteur
- Michael Balcon, (1896n-1977), producteur
- Justin Broadrick, (1969n-), musicien
- Geezer Butler, (1949n-), musicien
- Ali Campbell, chanteur
- Barbara Cartland, (1901-2000), écrivain
- Aaron "Cal" Leslie Cooper, (1973-) - chanteur membre du boys band Worlds Apart
- George Embrey, (1840-1923), chimiste
- Arthur Gaskin, peintre, graveur, créateur de bijoux.
- Rob Halford, (1951-), chanteur.
- Mr Hudson, (1979-), chanteur.
- Tony Iommi, (1948-), musicien.
- Maureen Jennings, écrivaine.
- Edward Burne-Jones (1833-1898), peintre.
- Albert Ketèlbey, (1875-1959), compositeur.
- Denny Laine, (1944-), musicien.
- Jeff Lynne, (1947-), musicien.
- Nick Mason (1944-), musicien.
- Alan Napier, (1903-1988), acteur.
- Ozzy Osbourne (1948-2025): chanteur de Black Sabbath et solo.
- Carl Palmer, (1950-), musicien.
- Sadie Plant (1964-) auteure et philosophe
- Kay Parker, (1944-), actrice.
- James et Oliver Phelps, (1986-), acteurs
- Arthur Darvill, (1982-), acteur, chanteur et musicien
- Mike Pinder (1941-), musicien.
- Brian Priestman (1927-2014), chef d'orchestre.
- Pat Roach (1937-2004), acteur.
- Sax Rohmer (1883-1959), écrivain.
- Martin Shaw, (1945-), acteur.
- John Taylor, (1960-), musicien.
- Bill Ward, (1948-), musicien.
- Steve Winwood, (1948-), Musicien.
- Chris Wood, (1944-), musicien.
- Roy Wood, (1946-), musicien.
- Soweto Kinch, (1978-), musicien saxophoniste.
- John Rostill, (1942-1973), musicien.
- Regis, musicien.
- Steel Pulse, groupe de reggae.
- Felicity Jones, 1983, actrice britannique
- Austen Chamberlain, (1863-1937), prix Nobel de la paix en 1925.
- Joseph Chamberlain (1836-1914), secrétaire aux colonies (1895-1903)
- Arthur Neville Chamberlain, (1869-1940), Premier ministre de 1937 à 1940.
- Enoch Powell (1912-1998), député
- Gabriel Agbonlahor, (1986-), foi .
- Ian Ashbee, (1976-), footballeur.
- Marlon Broomes, (1977-), footballeur, international anglais espoirs.
- Nigel Horton (1948-), rugbyman, international anglais.
- Nathan Delfouneso, (1991-), footballeur
- Paul Devlin, (1972-), footballeur
- Seth Johnson, (1979-), footballeur
- Ann Haydon-Jones, (1938-), joueuse de tennis
- Joleon Lescott, (1982-), footballeur.
- Micah Richards, (1988-), footballeur.
- Gary Shaw, (1961-), footballeur.
- Richard Hill, (1961-), joueur de rugby à XV
- Andrew Symonds, (1975-2022), joueur de criquet.
- James Vaughan, (1988-), footballeur.
- Dan Martin, (1986-), cycliste
- Edward White Benson, (1829-1896), Archevêque de Cantorbéry.
- Matthew Boulton, (1728-1809), industriel.
- John Cadbury, (1801-1889), industriel, fondateur de la société éponyme.
- Cat Deeley, (1976-) présentatrice télé.
- Francis Galton, (1822-1911), scientifique.
- Richard Hammond, (1969-), présentateur télé.
- George Holyoake, (1817-1906)
- Demi Rose (1995-), mannequin.
- Alfred Radcliffe-Brown, (1881-1955), scientifique.
- William Joseph Slim, (1891-1970), Maréchal et gouverneur général de l'Australie.
- Murray Walker, (1923-2021), journaliste
- Jack Grealish (1995-), footballeur.
- Adrian Inghram (1950-), musician.